# Arno Brok
Arnoud Adrianus Maria "Arno" Brok (sinh ngày 29 tháng 7 năm 1968) là một chính trị gia người Hà Lan phục vụ với tư cách là Người được Vua ủy quyền Friesland kể từ năm 2017. Là thành viên của Đảng Nhân dân Tự do và Dân chủ (VVD), trước đây ông từng là Thị trưởng Sneek từ năm 2003 đến 2010 và Thị trưởng Dordrecht từ năm 2010 đến 2017.
Arno Brok là một trong ba chính khách đồng tính công khai, từng là Người được Vua ủy quyền, hai người còn lại là: Clemens Cornielje và Jan Franssen.